# Tatra 12

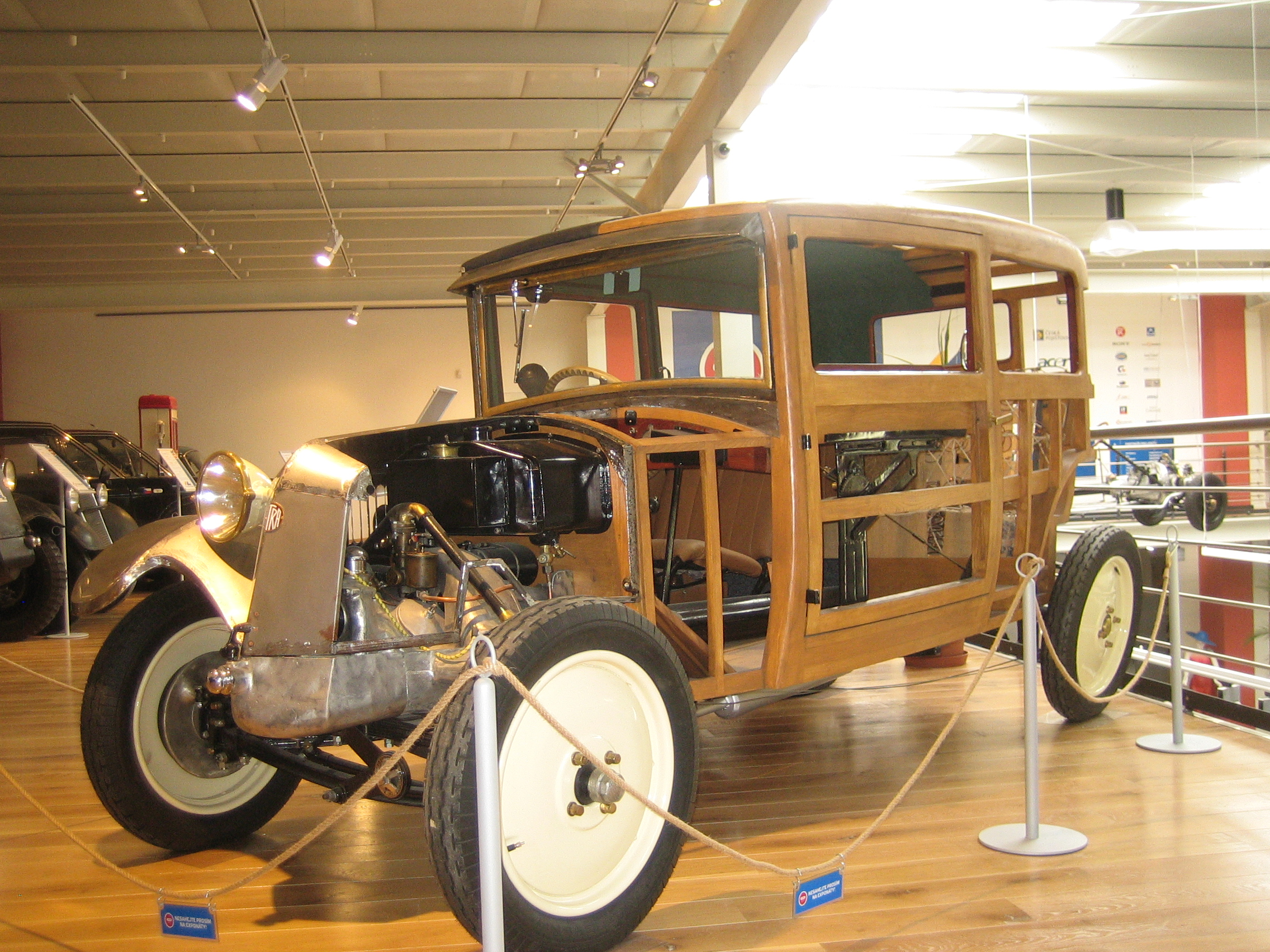

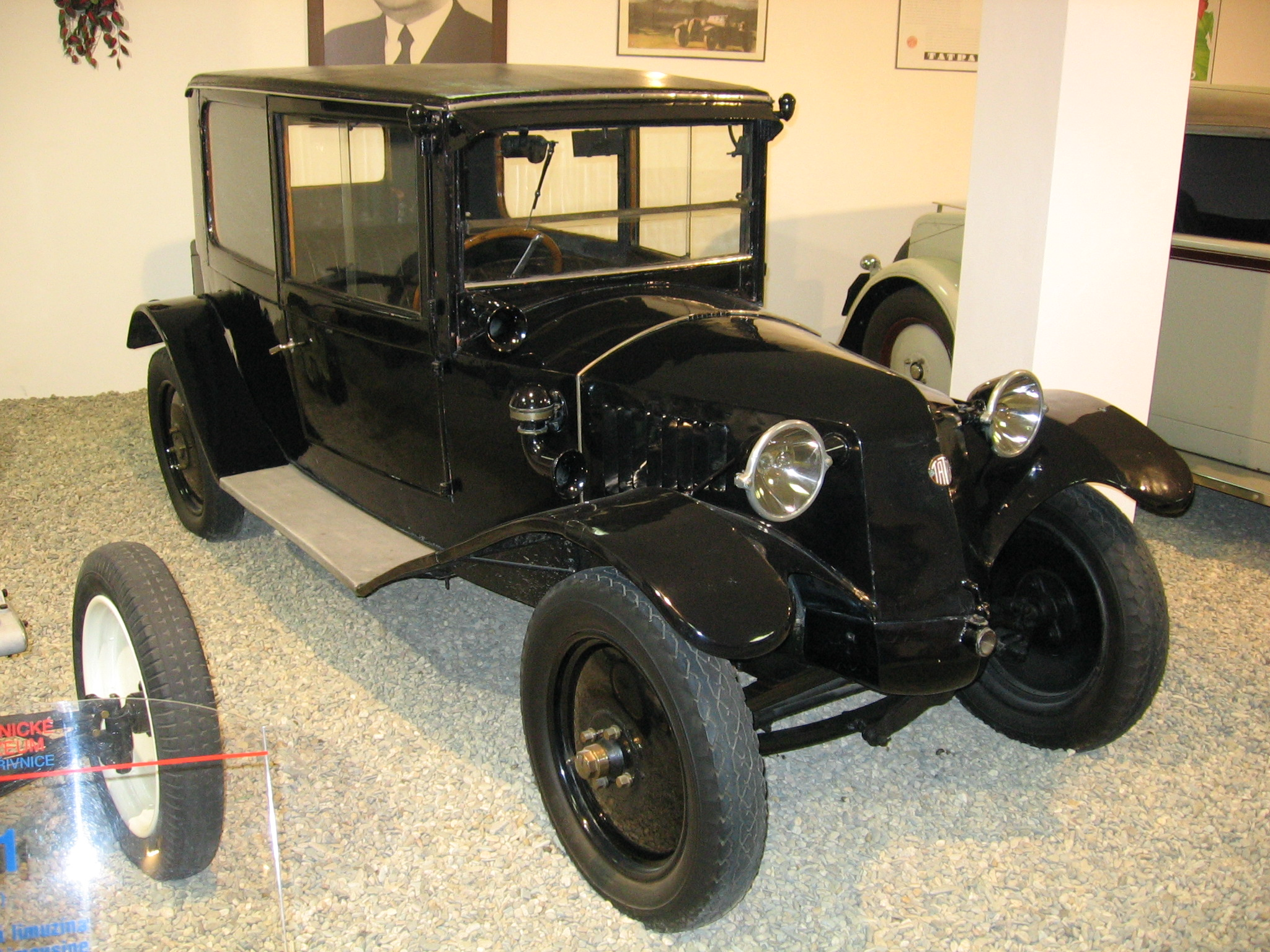

Tatra 12 — проект народного автомобиля Ганса Ледвинки 20-х годов XX века. Капот напоминал утюг, из-за чего автомобиль получил такое прозвище. Имел горизонтальный двигатель воздушного охлаждения мощностью в 12 л. с. (отсюда номер модели). Революционность конструкции заключалась в замене рамы хребтовидной трубой, проходящей вдоль середины автомобиля. Двигатель и главная передача крепились на конце трубы, а внутри трубы проходил вал. Полуоси, в свою очередь, были заключены в трубы, качающиеся на хомутах вокруг главной трубы. У машины не было шарниров. На концы полуосевых труб опиралась поперечная рессора. Такая же имелась и в подвеске передних колёс. Кузов стоял на поперечинах, закреплённых на главной трубе. Масса машины с открытым 4-местным кузовом равнялась 680 кг.
Автомобиль Tatra-12 стал победителем пробега Ленинград — Тбилиси — Москва длиной 5300 км. Это сыграло большую роль для выбора его общей схемы в качестве базы для разработки советского НАМИ-1 (Примус).